# För Marx
För Marx (franska originalets titel: Pour Marx) är en bok från år 1965 av den franske filosofen och marxistiske teoretikern Louis Althusser. Författaren gör i boken en nytolkning av den tyske filosofen Karl Marx verk och hävdar att en epistemologisk brytning ägde rum mellan den unge Marx, som var influerad av Hegel, och den mogne Marx, som skrev Kapitalet; detta gör Althusser under parollen ”le jeune Marx n'est pas Marx” (”den unge Marx är inte Marx”). Althusser drar en tydlig gränslinje mellan den hegelianska dialektiken och den marxistiska dialektiken.
Boken etablerade Althusser som en ledande teoretiker inom Franska kommunistpartiet. Han företräder en teoretisk antihumanism och avvisar den historiska teleologin. Althusser lanserar bland annat begreppet överbestämning.